# Tour de l'Ain 2016
Il Tour de l'Ain 2016, ventottesima edizione della corsa, valida come prova di classe 2.HC del UCI Europe Tour 2016, si è svolta in quattro tappe dal 10 al 13 agosto 2016, per un percorso totale di 596,4 km. La corsa è partita da Montrevel-en-Bresse e si è conclusa a Belley. La corsa è stata vinta dal giovane olandese Sam Oomen davanti al belga Bart De Clercq ed al francese Pierre Latour.

## Tappe
| Tappa  | Data      | Percorso                                        | km    | Vincitore di tappa | Leader cl. generale |
| ------ | --------- | ----------------------------------------------- | ----- | ------------------ | ------------------- |
| 1ª     | 10 agosto | Montrevel-en-Bresse > Saint-Vulbas              | 149,6 | Matteo Trentin     | Matteo Trentin      |
| 2ª     | 11 agosto | Saint-Didier-sur-Chalaronne > Montréal-la-Cluse | 173,2 | Tosh Van Der Sande | Matteo Trentin      |
| 3ª     | 12 agosto | Nantua > Lélex-Monts Jura                       | 141,4 | Sam Oomen          | Sam Oomen           |
| 4ª     | 13 agosto | Lagnieu > Belley                                | 132,2 | Alexandre Geniez   | Sam Oomen           |
| Totale | Totale    | Totale                                          | 596,4 |                    |                     |

## Squadre partecipanti
Alla manifestazione parteciparono 21 squadre composte da 6 corridori, per un totale di 126 corridori al via. 
| N.      | Cod. | Squadra                    |
| ------- | ---- | -------------------------- |
| 1-6     | FDJ  | FDJ                        |
| 11-16   | COF  | Cofidis, Solutions Credits |
| 21-26   | ALM  | AG2R La Mondiale           |
| 31-36   | DEN  | Direct Énergie             |
| 41-46   | LTS  | Lotto-Soudal               |
| 51-56   | BOA  | Bora-Argon 18              |
| 61-66   | TGA  | Team Giant-Alpecin         |
| 71-76   | FCV  | Fortuneo-Vital Concept     |
| 81-86   | MOV  | Movistar Team              |
| 91-96   | WGG  | Wanty-Groupe Gobert        |
| 101-106 | IAM  | IAM Cycling                |

| N.      | Cod. | Squadra                      |
| ------- | ---- | ---------------------------- |
| 111-116 | SSG  | Stölting Service Group       |
| 121-126 | EQS  | Etixx-Quick Step             |
| 131-136 | AUB  | HP BTP-Auber 93              |
| 141-146 | TLJ  | Team Lotto NL-Jumbo          |
| 151-156 | RLM  | Roubaix Lille Métropole      |
| 161-166 | DMP  | Delko-Marseille Provence-KTM |
| 171-176 | RDT  | Rabobank Development Team    |
| 181-186 | FRA  | Selezione Francia U23        |
| 191-196 | ADT  | Armée de Terre               |
| 201-206 | SWI  | Selezione Svizzera U23       |

## Evoluzione delle varie classifiche
| Tappa              | Vincitore          | Classifica generale | Classifica a punti | Classifica scalatori | Classifica giovani | Classifica a squadre |
| ------------------ | ------------------ | ------------------- | ------------------ | -------------------- | ------------------ | -------------------- |
| 1                  | Matteo Trentin     | Matteo Trentin      | Matteo Trentin     | Arnaud Gerard        | Phil Bauhaus       | Etixx-Quick Step     |
| 2                  | Tosh Van Der Sande | Matteo Trentin      | Matteo Trentin     | Romain Combaud       | Anthony Turgis     | Bora-Argon 18        |
| 3                  | Sam Oomen          | Sam Oomen           | Matteo Trentin     | Rémy Di Grégorio     | Sam Oomen          | Cofidis              |
| 4                  | Alexandre Geniez   | Sam Oomen           | Matteo Trentin     | Bart De Clercq       | Sam Oomen          | Cofidis              |
| Classifiche finali | Classifiche finali | Sam Oomen           | Matteo Trentin     | Bart De Clercq       | Sam Oomen          | Cofidis              |

## Classifiche finali

### Classifica generale
| Pos. | Corridore        | Squadra      | Tempo     |
| ---- | ---------------- | ------------ | --------- |
| 1    | Sam Oomen        | Giant        | 14h49'49" |
| 2    | Bart De Clercq   | Lotto-Soudal | a 1"      |
| 3    | Pierre Latour    | AG2R         | s.t.      |
| 4    | Guillaume Martin | Wanty        | a 11"     |
| 5    | David Gaudu      | Francia U23  | s.t.      |
| 6    | Alexandre Geniez | FDJ          | a 33"     |
| 7    | Kilian Frankiny  | Svizzera U23 | a 45"     |
| 8    | Marcel Wyss      | IAM Cycling  | a 50"     |
| 9    | Maxime Monfort   | Lotto-Soudal | a 52"     |
| 10   | Antonio Pedrero  | Movistar     | s.t.      |

### Classifica a punti
| Pos. | Corridore        | Squadra      | Punti |
| ---- | ---------------- | ------------ | ----- |
| 1    | Matteo Trentin   | Etixx        | 44    |
| 2    | Alexandre Geniez | FDJ          | 40    |
| 3    | Bart De Clercq   | Lotto-Soudal | 36    |
| 4    | Pierre Latour    | AG2R         | 36    |
| 5    | Sam Oomen        | Giant        | 35    |

### Classifica scalatori
| Pos. | Corridore         | Squadra      | Punti |
| ---- | ----------------- | ------------ | ----- |
| 1    | Bart De Clercq    | Lotto-Soudal | 36    |
| 2    | Romain Combaud    | Delko        | 26    |
| 3    | Stéphane Rossetto | Cofidis      | 20    |
| 4    | Rémy Di Grégorio  | Delko        | 20    |
| 5    | David Gaudu       | Francia U23  | 16    |

### Classifica giovani
| Pos. | Corridore        | Squadra      | Tempo     |
| ---- | ---------------- | ------------ | --------- |
| 1    | Sam Oomen        | Giant        | 14h49'49" |
| 2    | David Gaudu      | Francia U23  | a 11"     |
| 3    | Kilian Frankiny  | Svizzera U23 | a 45"     |
| 4    | Léo Vincent      | Francia U23  | a 1'41"   |
| 5    | A. Paret-Peintre | Francia U23  | a 12'11"  |

### Classifica a squadre
| Pos. | Squadra                    | Tempo     |
| ---- | -------------------------- | --------- |
| 1    | Cofidis, Solutions Credits | 44h42'53" |
| 2    | Selezione Francia U23      | a 37"     |
| 3    | IAM Cycling                | a 1'19"   |
| 4    | Wanty-Groupe Gobert        | a 4'09"   |
| 5    | Lotto-Soudal               | a 4'36"   |